# Pappelgraben
Der Pappelgraben ist ein Bach in Osnabrück.

## Verlauf
Der Pappelgraben entspringt seit 1980 aus einem Regenrückhaltebecken der Bundesautobahn 30 im Hörner Bruch, südlich der Stadt. Nach kurzer Fließstrecke tritt der Bach in das bebaute Gebiet der Stadt Osnabrück ein. Hier fließt er schnurgerade auf den Turm der Katharinenkirche zu. Im Verlauf der Straßen Schnatgang, Neuer Graben und Neumarkt ist der Pappelgraben verrohrt. Am Kollegienwall endet der Pappelgraben am Schöpfwerk, welches den tiefer liegenden Pappelgraben zur Hase entwässert.

### Schöpfwerk
Das 1969/70 erbaute Schöpfwerk besteht aus drei Archimedischen Schrauben, wovon eine mit Elektroantrieb und zwei mit Dieselmotor angetrieben werden. Außerdem sind für den Normalbetrieb mit geringen Wassermengen zwei Tauchpumpen in Betrieb. Die Gesamtleistung des Schöpfwerks liegt bei 27.000 m³/h.

### Name
Von 1781 bis 1784 baute man den Pappelgraben als Kanal bis zur St. Katharinenkirche aus, der den dort immer wieder austrocknenden Stadtgraben mit Wasser versorgen sollte. Diesen Kanal bepflanzte man ab 1829 einseitig mit Pappeln. Deshalb nannte man zuerst nur den Kanal Pappelgraben, später dann den gesamten Bach.